# Горох
Горо́х (лат. Pisum) — рід квіткових рослин з родини бобові. Це однорічна трав'яниста рослина зі слабкими стеблами, що в'ються. Листки перисті, закінчуються гіллястими (розгалуженими) вусиками, за допомогою яких горох чіпляється за інші поверхні. Родовою ознакою є триреберний стовпчик у квітці, із жолобком унизу та волосинами нагорі.
Один із засновників генетики, Ґреґор Мендель, вивчаючи успадкування семи характерних рис гороху, вивів закони, нині відомі як Закони Менделя.
Рослини гороху самозапильні, перехресне запилення відбувається рідко. Самозапліднення відбувається в бутоні перш ніж розкриється квітка.

## Посівні сорти
Горох посівний (лат. Р. sativum) — найвідоміший та найпоширеніший. Його насіння (горошини) кулькоподібні або трохи приплюснуті, але не вуглуваті. Квітки майже завжди білі, хоча бувають і рожеві.
Вирощують із прадавніх часів. Але єгиптянам, можливо, не був відомий. Твердять, що насіння цього гороху знаходять при розкопках будівель бронзової і навіть кам'яної доби. В Індії його теж розводили з давніх-давен. Тому походження гороху вважають східним, але не з повною впевненістю. Розрізняють три основні сортогрупи гороху посівного:
- Горох лущильний (Pisum sativum L. convar. sativum), має гладеньку поверхню. Сухе зерно використовується для приготування супів. Для інших цілей збирають молоді зелені зерна.
- Горох мозковий (Pisum sativum L. convar. medullare Alef. emend. C.O. Lehm) зерно у зрілому стані зі зморшками, схоже на мозок, складається на 6-9 % з цукру, тому має солодкий смак і через це нерідко цей горох плутають з Горохом цукристим. Уживають зазвичай у консервній індустрії (для консервів із розсолом переважно уживають світлі сорта, тоді як для заморожування — темні). Для приготування супів не уживають, тому що під час варіння насіння не стає м'яким. Уже з'явилися сорти із гладенькою поверхнею, тому часом нелегко відрізнити від Гороху лущильного.
- Горох цукристий (Pisum sativum L. convar. axiphium Alef emend. C.O. Lehm),має тонкий, або взагалі відсутній пергаментний шар з внутрішньої сторони бобу[1]. Зазвичай уживають цілі м'ясисті, солодкі плоди, із недозрілим насінням. Для цукристого гороху характерним є те, що сухе насіння його має багато зморшок через високий вміст вологи у сирому насінні.

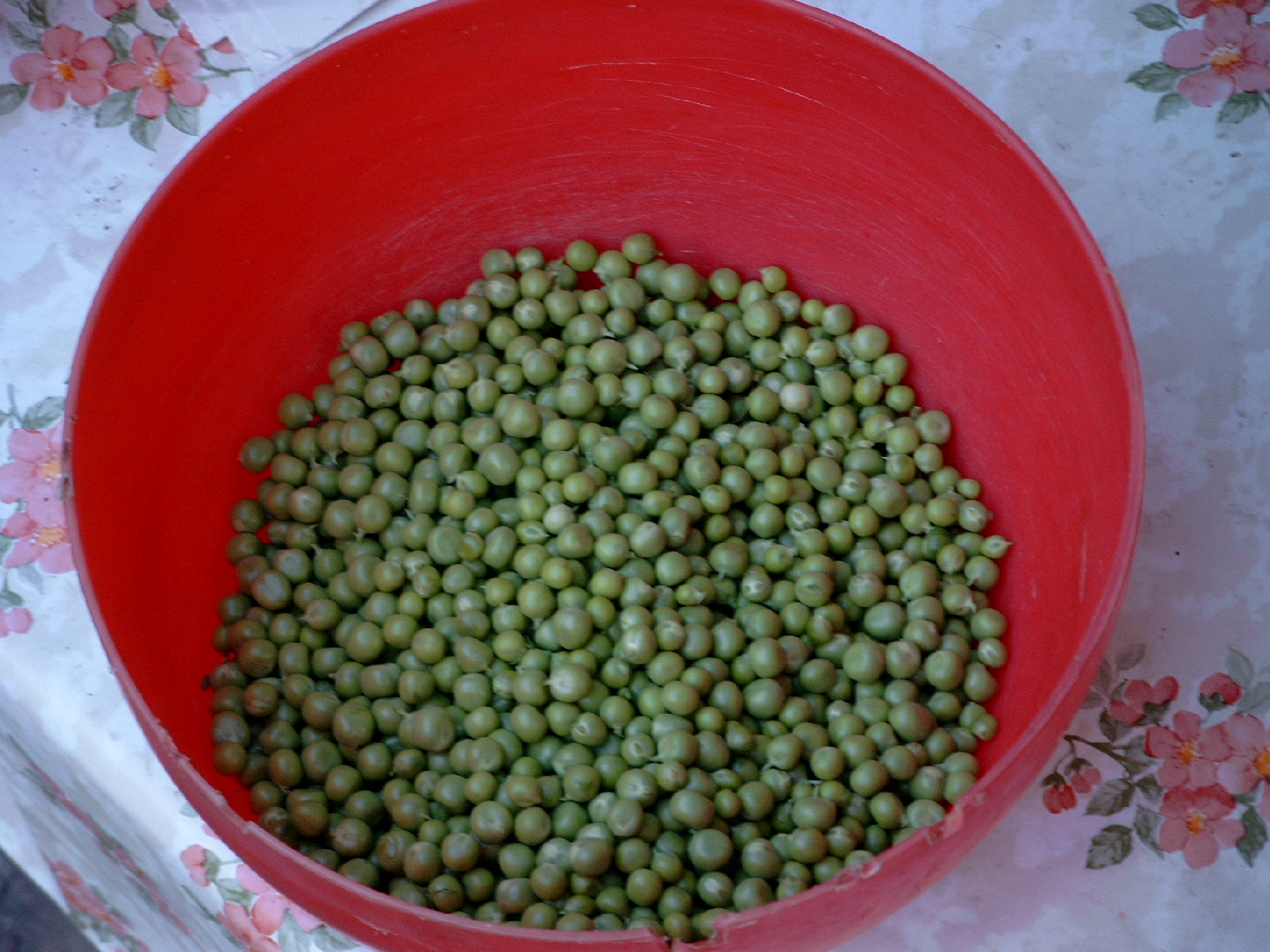
Свіжий зелений горох
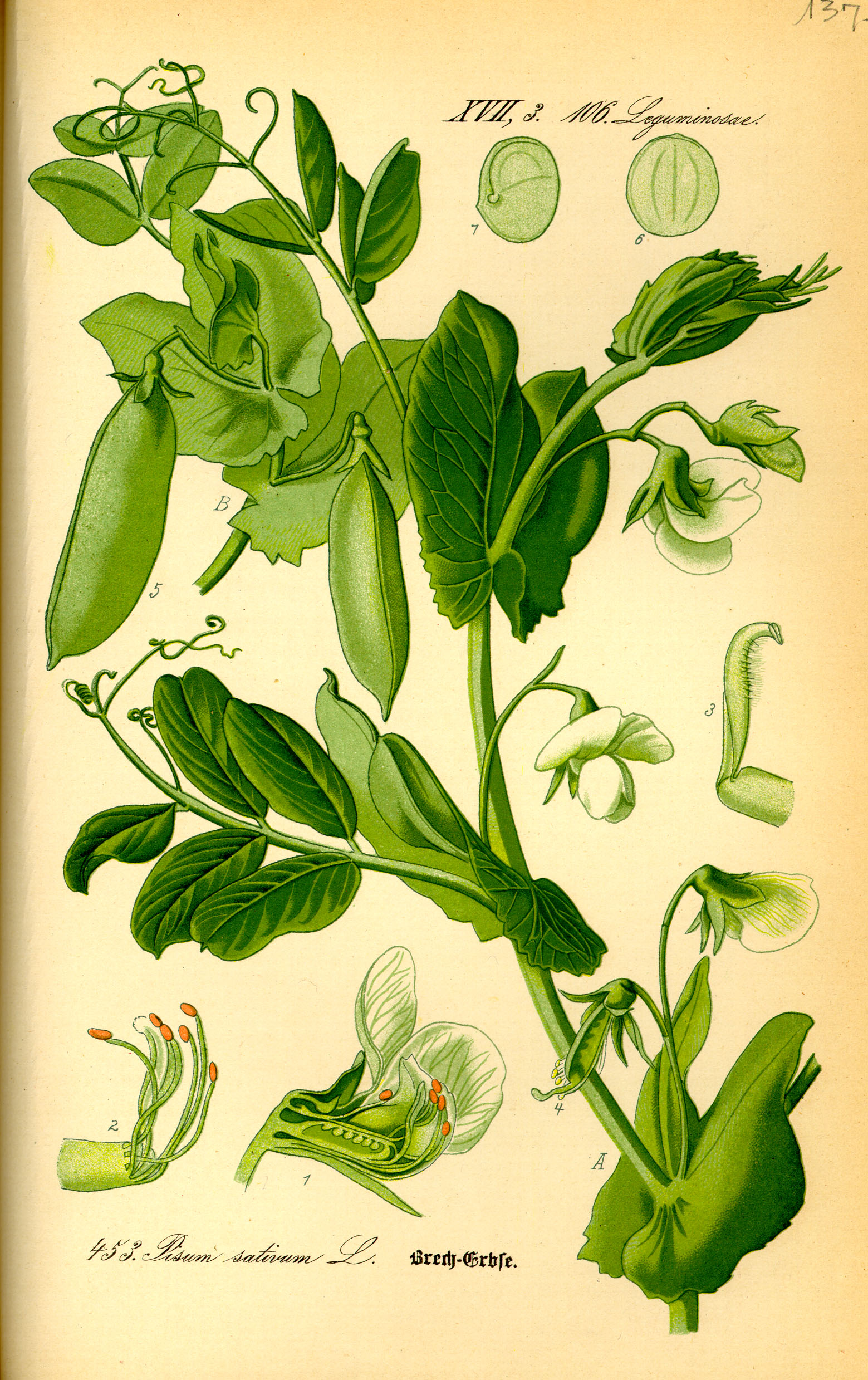
Горох
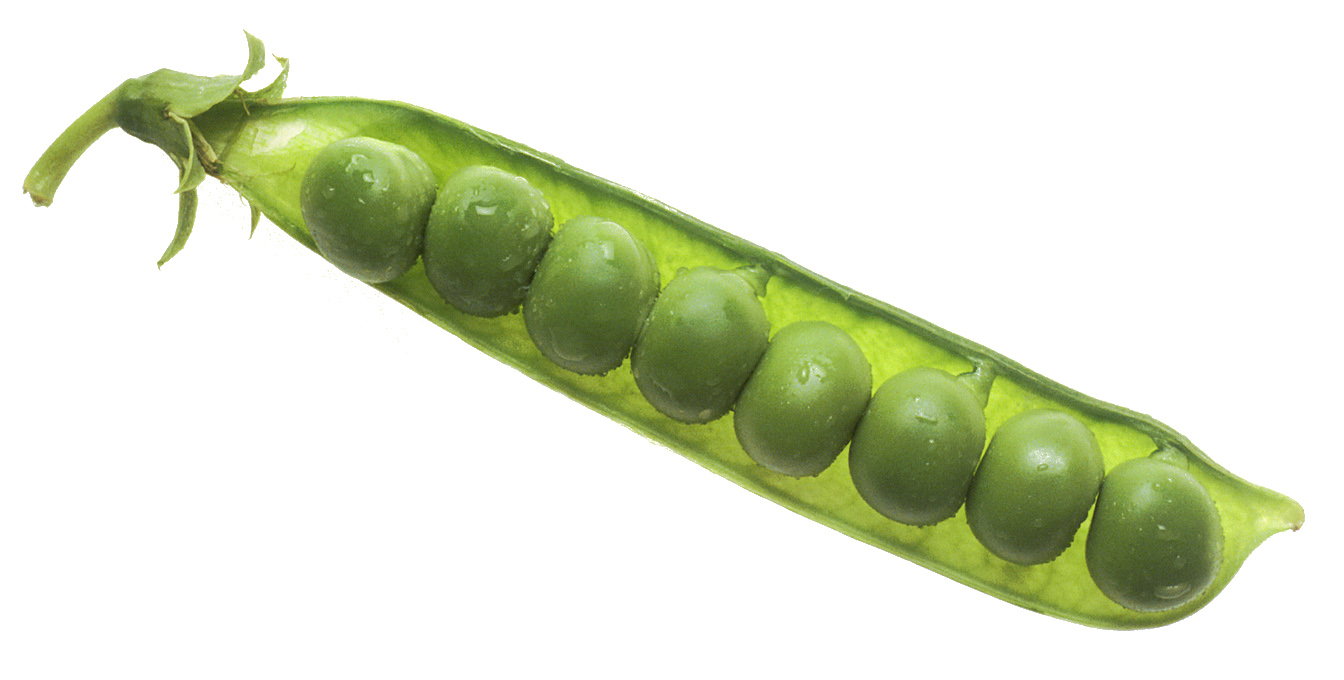
Плід гороху
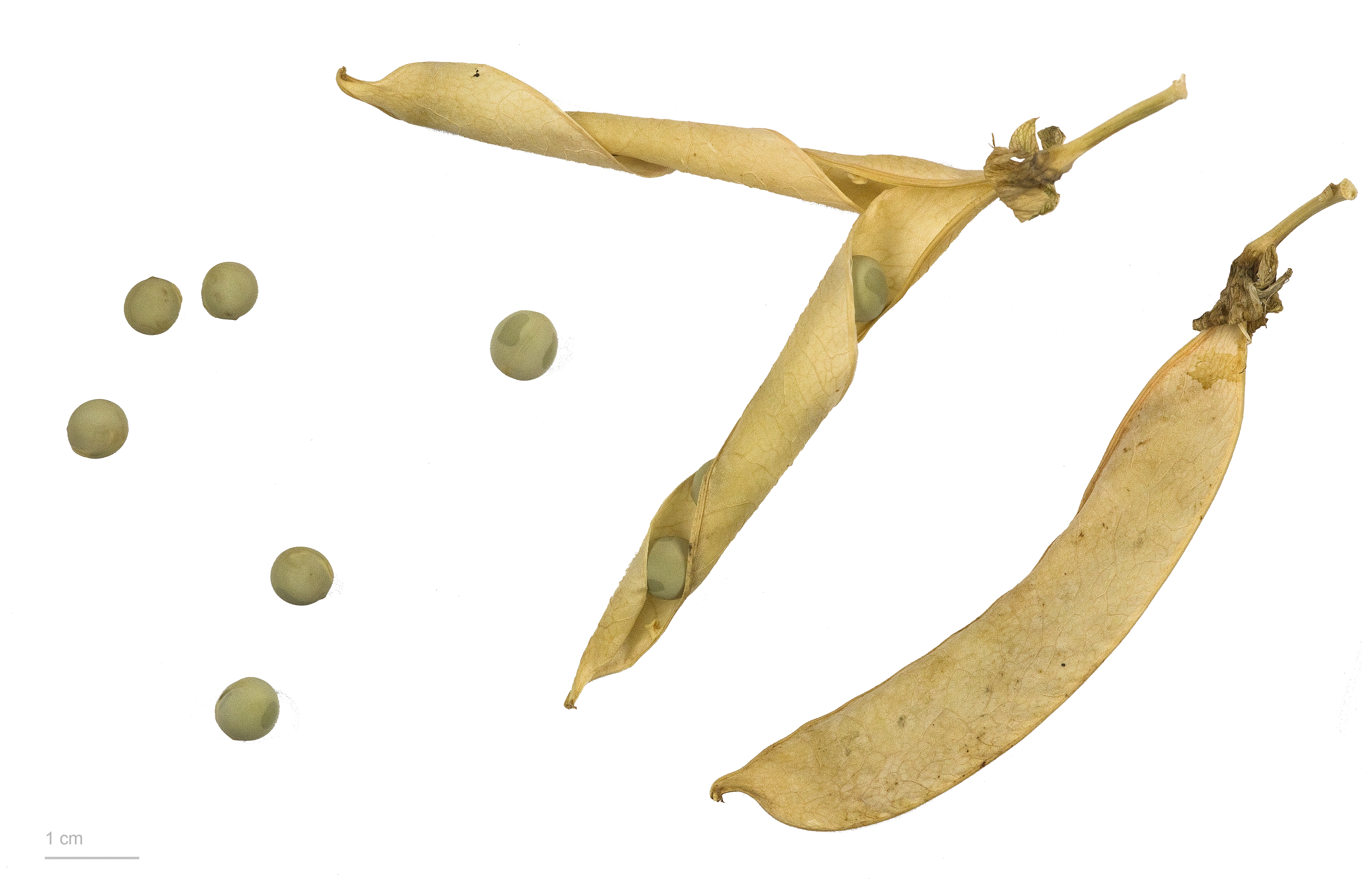
Pisum sativum - Тулузький музей

## Горох польовий
Інший вид, Горох польовий або пелюшка (Pisum arvense L.) хоча й відрізняється вуглуватим насінням, та не виділяється багатьма авторами навіть в окремий вид. Розводять його у полі, частіше на Заході, але набагато рідше, ніж попередній вид.

## Використання в харчуванні
Горох — надзвичайно цінний продукт харчування. Білка в ньому стільки, як у яловичині, а за калорійністю він переважає її удвічі, оскільки містить багато вуглеводів. Горох також багатий на вітаміни А, В1, В2, В6, С, РР, К, Е, каротин, інозит, холін, мікроелементи (солі кальцію, калію, марганцю, фосфору), полісахариди, крохмаль (близько 50 %), жири (0,6-1,5 %). Насіння також містить 26-27 % легкозасвоюваного білка, багатого на незамінні амінокислоти (цистин, лізин, триптофан, тирозин, метіонін та ін.). У цьому й полягає цінність гороху не тільки як харчового, а й дієтичного, лікувального продукту.
Горох має гіпоглікемічні властивості й використовується за нирково-кам'яної хвороби та цукрового діабету. В зеленому горошку міститься багато лецитину (до 830 мг/%), який регулює холестериновий обмін.
Відвар з його насіння має сильні сечогінні властивості й сприяє виведенню солей з організму в разі сечокам'яної хвороби. А страви з цієї рослини корисні для хворих на серце, із серцевими та нирковими набряками. Горохова олія за впливом на організм нагадує дію гормонів.
А от тим, хто страждає на подагру і гострі запальні процеси шлунка та кишечнику, захоплюватися гороховими стравами не варто. Протипоказаний горох також хворим на гострий нефрит (гострий запальний процес нирок) та хронічну недостатність кровообігу.
У народній медицині горох застосовували для поліпшення травлення, особливо коли запор. Для цього радили з'їдати щодня по 1 ч. л. перепаленого, а потім перемеленого на порошок гороху.
У разі печії слід пожувати 3-4 штуки свіжого або розмоченого у воді (але не вареного) гороху.
Горохове борошно (інколи його змішують із медом) прикладають для розсмоктування твердих пухлин (особливо на молочних залозах у жінок і статевих органах у чоловіків), швидкого визрівання наривів, фурункулів, карбункулів. Для цього потрібно приготувати із борошна та води тісто, виліпити коржик і прикладати до хворого місця.
Горохове борошно допоміжне і в разі інсульту. Його слід приймати по 0,5-1 ч. л. 2-3 рази на день до їди. Це поліпшить живлення головного мозку, нормалізує обмін речовин.
Із зеленого горошку, стовченого на борошно, готують так звану римську маску. Для цього потрібно 2 ст. л. горохового борошна змішати із такою ж кількістю сироватки або сметани і накласти на обличчя. Коли маска затвердне, її змивають спочатку гарячою, потім холодною водою. Така маска зменшує жирність шкіри, очищає її, розгладжує зморшки.
Горох використовували для харчування в давні часи, з нього готували різноманітні страви. Та й нині він не зник з нашого столу.

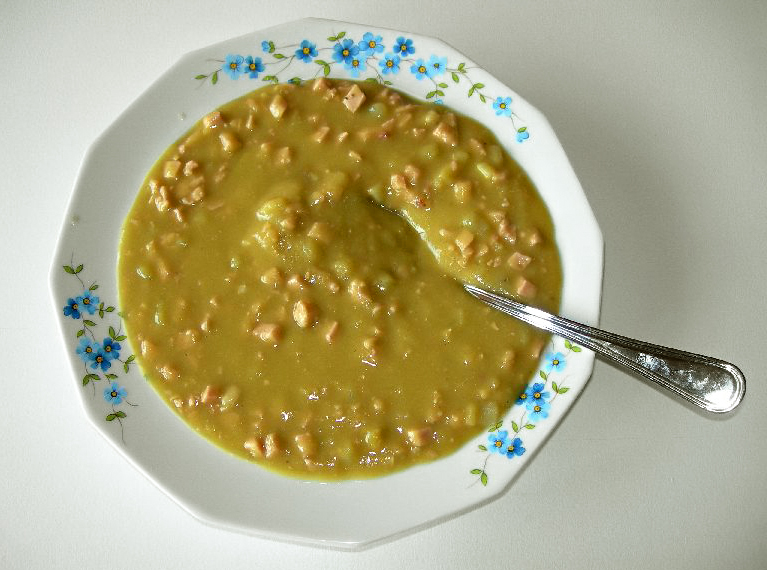
Суп гороховий
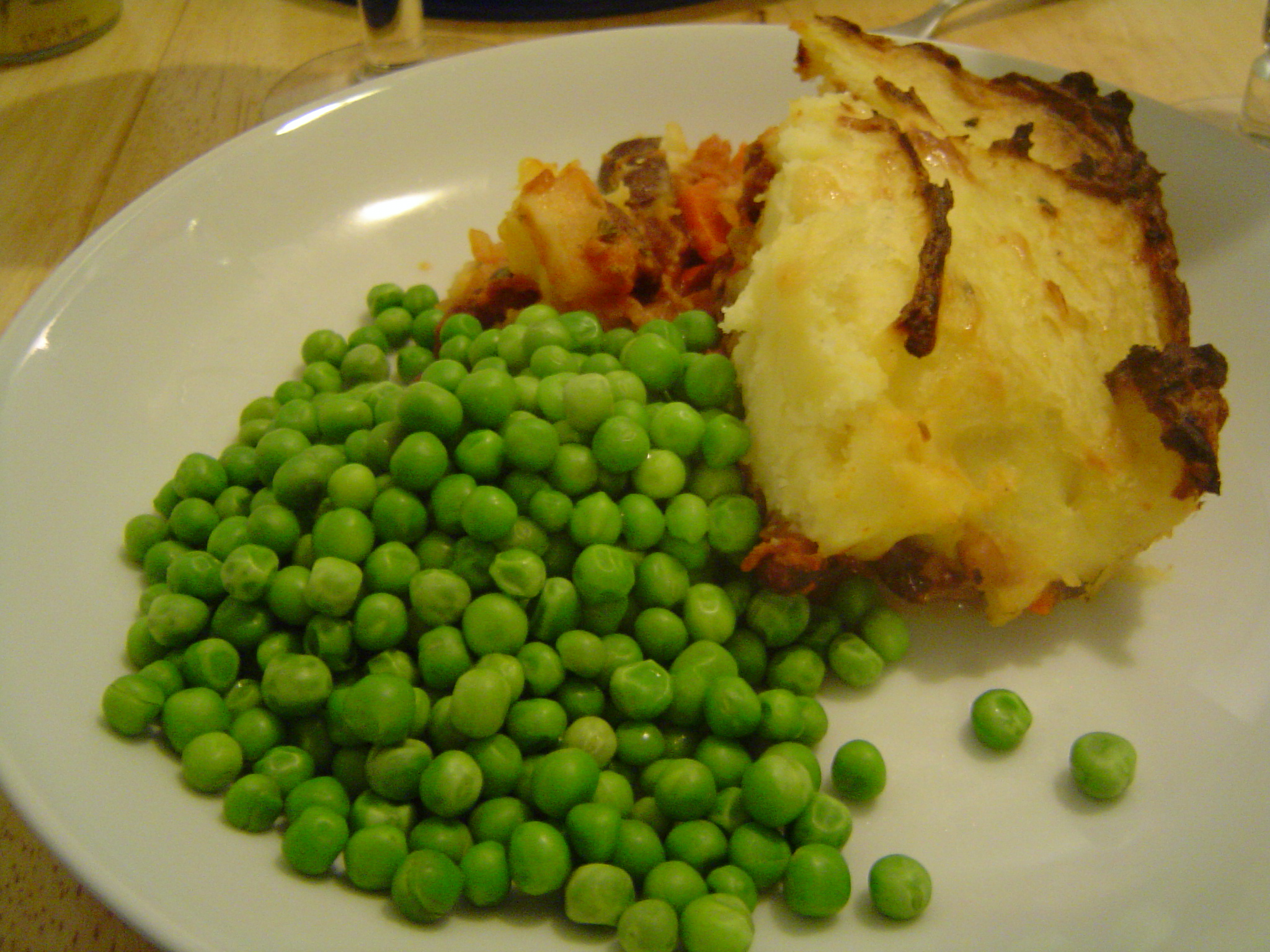
Гарнір із свіжого горошку
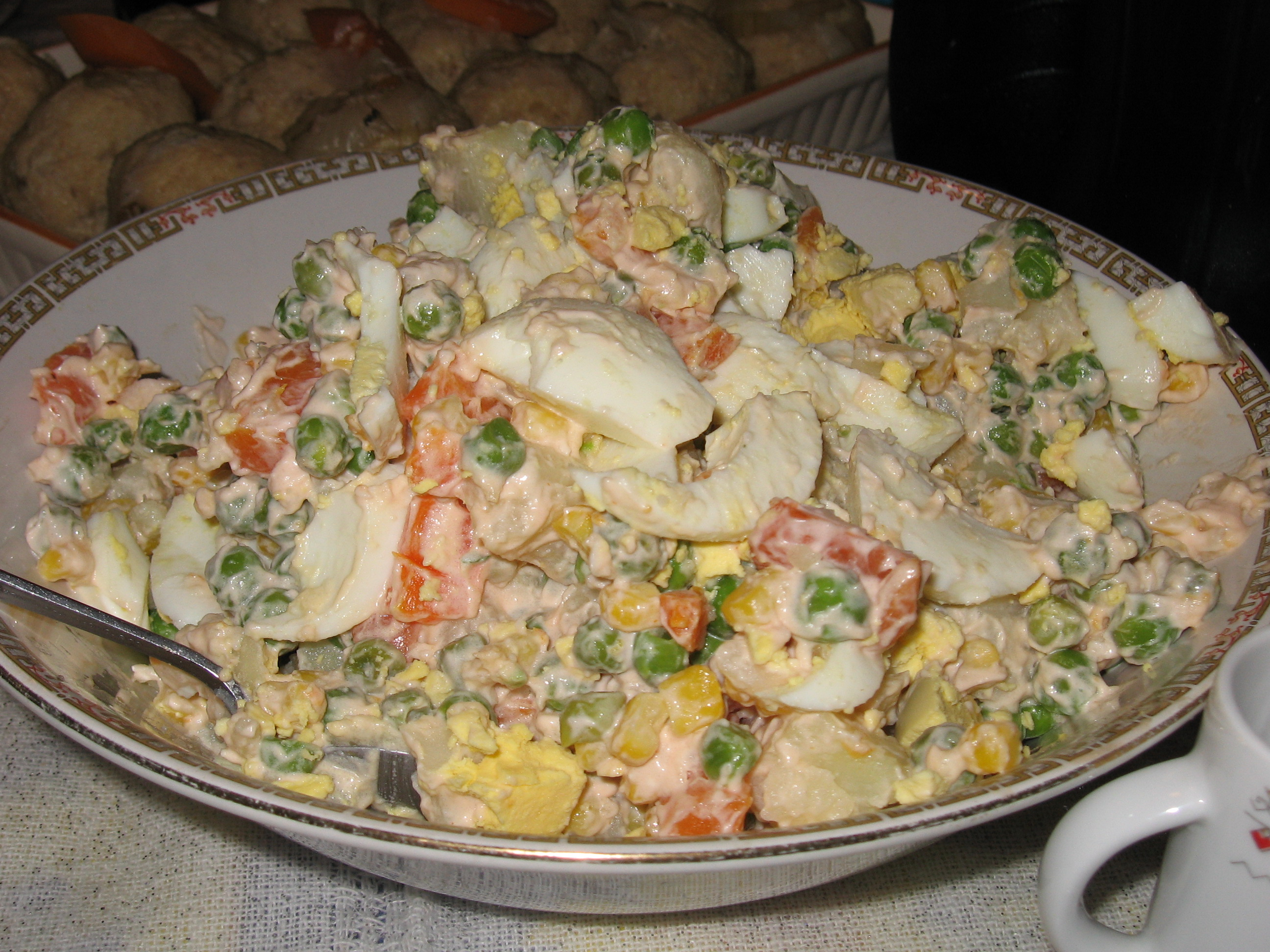
Радянський салат Олів'є
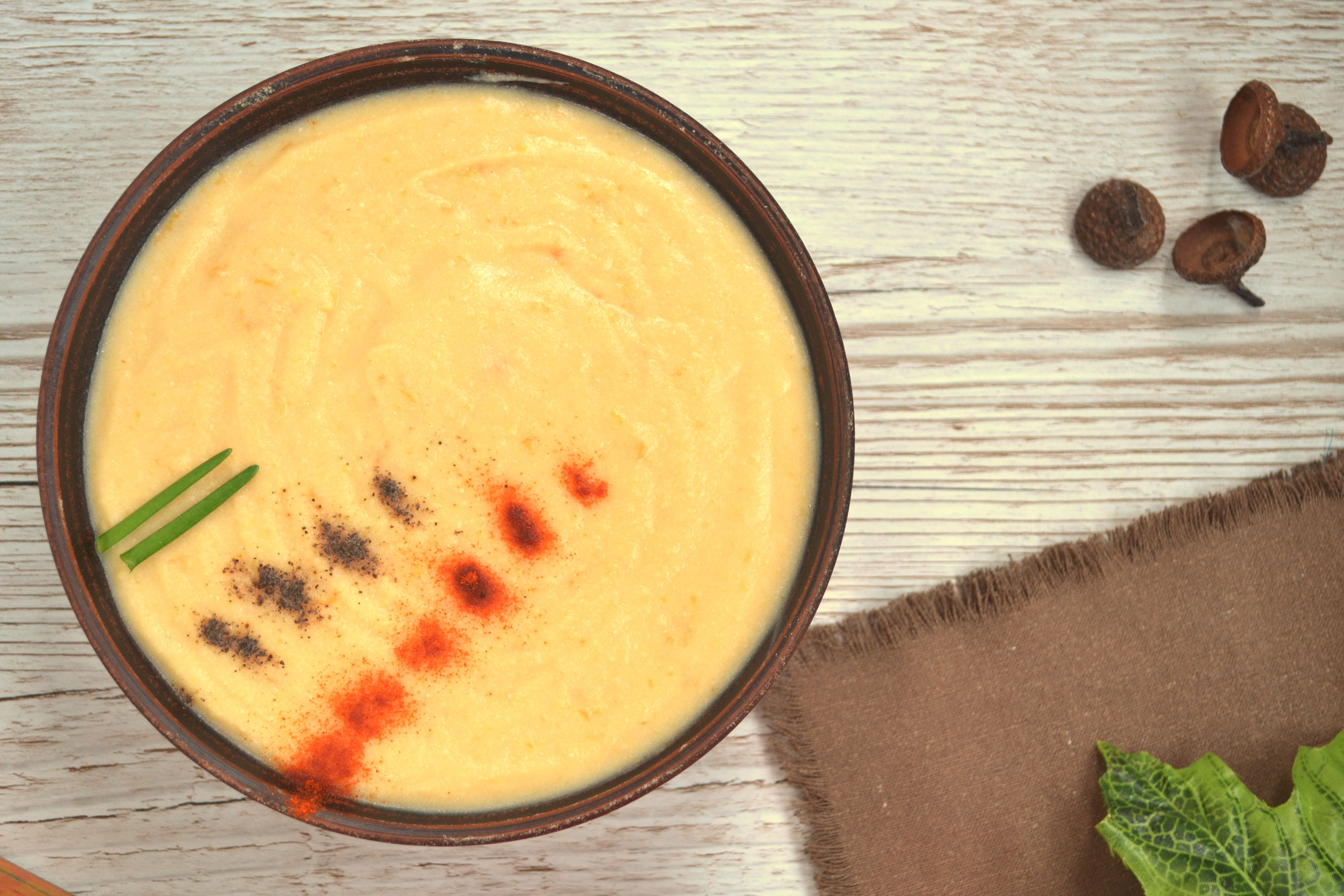
Гороховий суп-пюре
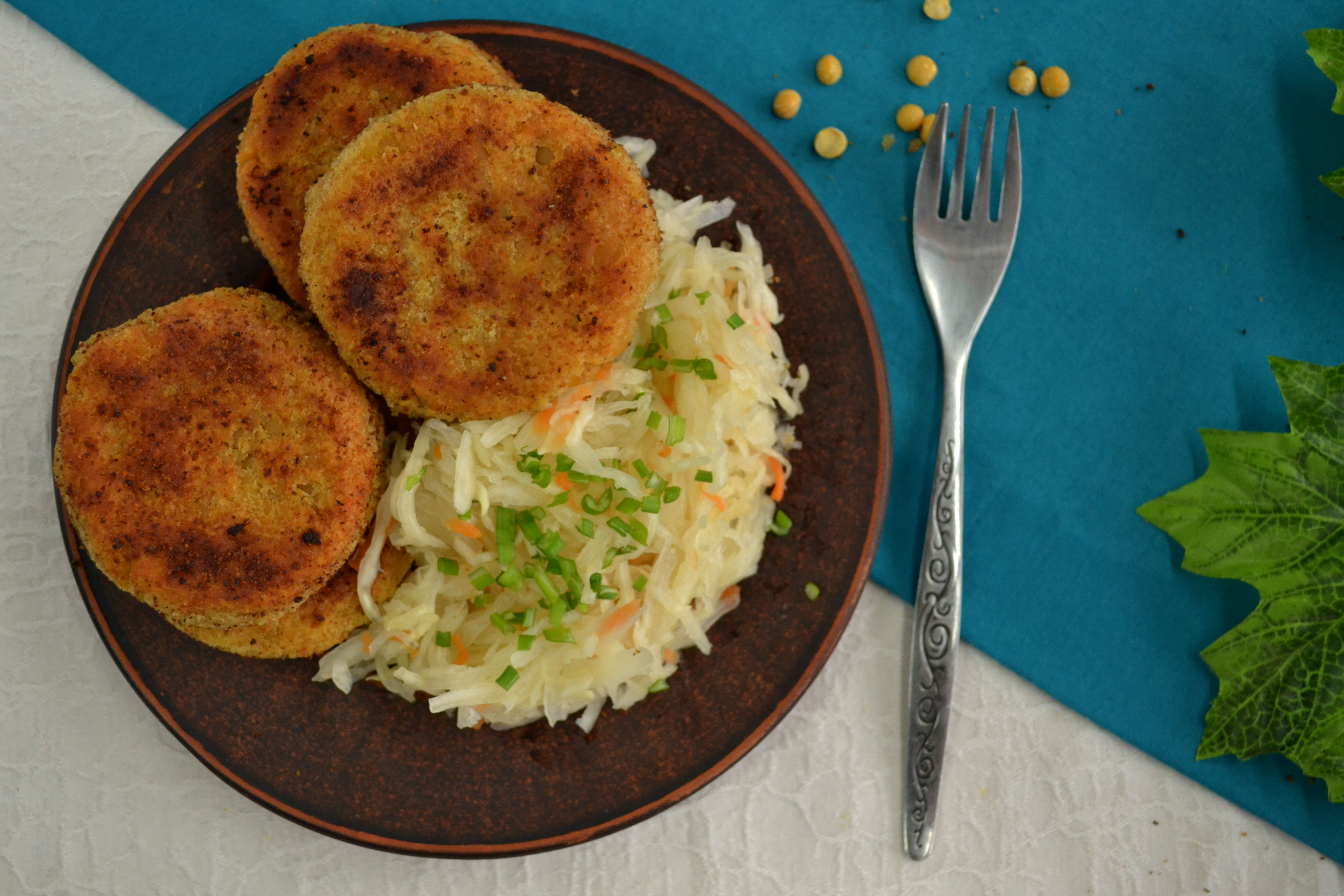
Горохляники

## Хімічний склад
На 100 грамів сирої маси насіння [джерело?]:
- Енергетична цінність кДж 1425
  - (Ккал 339)
- Білки 25г
- Ліпіди 1 г
- Вуглеводи 60 г
  - Фіброїдні тканини 26 г
  - Цукор 8 г
- Залізо (Fe, Ферум) 4 мг
- Тіамін (Вітамін В1) 0.7 мг
- Пантотенова кислота 1.7 мг
- Фолієва кислота 274 мкг

## Економіка
| Країна          | 1985 | 1990 | 1995 | 2000 | 2005 | 2010 | 2015  | 2020  |
| --------------- | ---- | ---- | ---- | ---- | ---- | ---- | ----- | ----- |
| Індія           | 1380 | 1900 | 2500 | 2710 | 1945 | 3029 | 4652  | 5848  |
| Китай           | 300  | 1131 | 3119 | 5716 | 7908 | 9917 | 11824 | 11503 |
| США             | 1310 | 1198 | 1112 | 1202 | 859  | 314  | 373   | 238   |
| Франція         | 427  | 492  | 238  | 245  | 205  | 209  | 235   | 265   |
| Велика Британія | 500  | 555  | 447  | 440  | 317  | 373  | 163   | 171   |
| Єгипет          | 79   | 100  | 219  | 340  | 245  | 271  | 172   | 152   |
| Бельгія         | 0    | 0    | 0    | 70   | 58   | 61   | 73    | 71    |
| Марокко         | 25   | 30   | 21   | 36   | 65   | 140  | 128   | 97    |
| Україна         | 0    | 0    | 24   | 9    | 27   | 23   | 26    | 26    |
| Угорщина        | 349  | 314  | 179  | 153  | 85   | 61   | 95    | 90    |
| Іспанія         | 55   | 67   | 58   | 52   | 55   | 84   | 85    | 120   |
| Пакистан        | 38   | 41   | 53   | 71   | 78   | 81   | 140   | 219   |
| Алжир           | 30   | 24   | 42   | 47   | 110  | 125  | 137   | 209   |
| Росія           | 0    | 0    | 37   | 38   | 41   | 56   | 103   | 103   |

У 2020 році, загальне виробництво зеленого гороху склало близько 20,25 мільйонів тонн, найбільша частка виробництва належать Китаю (56,8%) та Індії (28,9%).
| Країна          | 1985 | 1990 | 1995 | 2000 | 2005 | 2010 | 2015 | 2020 |
| --------------- | ---- | ---- | ---- | ---- | ---- | ---- | ---- | ---- |
| Канада          | 169  | 264  | 1455 | 2864 | 2994 | 3018 | 3201 | 4594 |
| Франція         | 961  | 3608 | 2701 | 1937 | 1331 | 1073 | 673  | 629  |
| Росія           | 0    | 0    | 1212 | 814  | 1123 | 1218 | 1716 | 2740 |
| Китай           | 1670 | 1690 | 1025 | 1020 | 1155 | 911  | 1267 | 1449 |
| Індія           | 331  | 461  | 667  | 815  | 786  | 675  | 889  | 860  |
| США             | 131  | 155  | 269  | 158  | 635  | 645  | 829  | 981  |
| Україна         | 0    | 0    | 1376 | 499  | 616  | 452  | 378  | 476  |
| Німеччина       | 50   | 77   | 216  | 409  | 346  | 172  | 277  | 298  |
| Австралія       | 241  | 318  | 530  | 456  | 585  | 395  | 290  | 211  |
| Велика Британія | 215  | 320  | 286  | 309  | 161  | 147  | 180  | 160  |
| Ефіопія         | 84   | 97   | 148  | 118  | 197  | 261  | 344  | 376  |
| Іспанія         | 6    | 11   | 55   | 58   | 133  | 252  | 193  | 228  |

У 2020 році, загальне виробництво сухого гороху склало близько 14,74 мільйонів тонн, найбільша частка виробництва належать Канаді (31,2%), Російській Федерації (18,6%) та Китаю (9,8%).

## Шкідники
- Довгоносик бульбочковий сірий щетинистий
- Довгоносик бульбочковий смугастий
- Зерноїд гороховий